# Риши Капур
Риши Радж Капур (на хинди: ऋषि कपूर) е индийски актьор, режисьор и продуцент, известен със своите филми на хинди. Той е носител на няколко отличия, включително четири награди Filmfare и Национална филмова награда, в кариера, която продължава 50 години.

## Биография
Роден е на 4 септември 1952 г. в семейство Капур, той дебютира като юноша във филма на баща си Радж Капур Mera Naam Joker (1970), за който печели Националната филмова награда за най-добър детски артист. Като възрастен първата му главна роля е срещу Димпъл Кападия в тийнейджърския романс Боби (1973), който му носи наградата Filmfare за най-добър актьор. Между 1973 и 2000 г. Капур играе главната романтична роля в 92 филма. Някои от забележителните му филми през този период включват Khel Khel Mein (1975), Kabhi Kabhie (1976), Sargam (1979), Karz (1980), Prem Rog (1982), Chandni (1989) и Deewana (1992).
От началото на XXI век Капур играе характерни роли с одобрение от критиците във филми като Luck by Chance (2009), Love Aaj Kal (2009), Do Dooni Chaar (2010), Agneepath (2012), 102 Not Out (2018) и Mulk (2018). За изпълнението си в Do Dooni Chaar (2010) той печели наградата Filmfare за най-добър актьор (критици), а за ролята си в Kapoor & Sons (2016) печели наградата Filmfare за най-добра поддържаща мъжка роля. Той е удостоен с награда за цялостно творчество на Filmfare през 2008 г. Последната му филмова поява е в Sharmaji Namkeen (2022), който излиза след смъртта му.
Капур се запознава със съпругата си, актрисата Ниту Капур, на снимачната площадка. Имат 2 деца, включително Ранбир Капур.
Умира от левкемия на 30 април 2020 г., на 67 години.